# Jonas Kissling
Jonas Kissling (* 7. Dezember 1990) ist ein Schweizer Volleyball- und Beachvolleyballspieler.

## Karriere Hallen-Volleyball
Jonas Kissling spielt in der Halle für den VBC Münchenbuchsee in der Schweizer NLB.

## Karriere Beachvolleyball
Kissling erreichte 2008 mit Michel Scherrer Platz neun bei der U19-Weltmeisterschaft in Den Haag. Im selben Jahr trat er mit Mats Kovatsch bei der U21-Weltmeisterschaft in Brighton an und belegte den 29. Platz. Im folgenden Jahr steigerten sich Kovatsch/Kissling beim gleichen Turnier in Blackpool auf den fünften Rang. 2010 wurden sie Siebter der U23-Europameisterschaft in Kos. Beim entsprechenden Turnier 2011 in Porto erreichten sie den fünften Platz. Ansonsten spielten die beiden Schweizer in diesen Jahren international bei Satellite- und Masters-Turnieren. Dabei gab es als bestes Ergebnis 2010 und 2011 jeweils einen neunten Rang. 2012 wurden Kissling/Kovatsch Siebter in Baden und Fünfter in Novi Sad. Anschliessend traten sie beim Grand Slam in Stare Jabłonki erstmals zu einem Turnier der FIVB World Tour an und kamen auf den 33. Platz. 2013 bildete Jonas Kissling ein Duo mit seinem jüngeren Bruder Gabriel. Auf der FIVB World Tour konnten Kissling/Kissling keine vorderen Plätze erreichen. Seit Dezember 2013 spielt Jonas Kissling wieder mit Mats Kovatsch.